# ترکه‌پان
ترکه‌پان، روستایی از توابع بخش مرکزی شهرستان جوانرود در استان کرمانشاه ایران است.فاصله این روستا تا شهر جوانرود حدودا هفت کیلومتر است.کاری اصلی مردمان این روستا دامداری و کشاورزی است.

## جمعیت
این روستا در دهستان پلنگانه قرار دارد و براساس سرشماری مرکز آمار ایران در سال ۱۳۹۵، جمعیت آن ۱۹۸ نفر (۳۸خانوار) بوده‌است.